# Antonio Berni
Delesio Antonio Berni (Rosario, 14 de mayo de 1905 - Buenos Aires, 13 de octubre de 1981) fue un pintor, grabador y muralista argentino. Varias de sus creaciones tienen como memorables protagonistas a personajes como Juanito Laguna y Ramona Montiel, que se han convertido en representantes icónicos de los marginados por la sociedad. Fue nombrado miembro de la Academia Nacional de Bellas Artes de su país.

## Biografía

### Primeros años

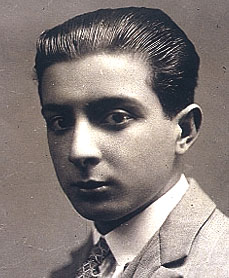
Antonio Berni en 1920.

Antonio nació en Rosario, provincia de Santa Fe, el 14 de mayo de 1905. Su padre, Napoleón Berni, era un sastre nacido en Italia y fue uno de los tantos inmigrantes europeos que se instalaron en la ciudad durante esos años. Su madre, Margarita Picco, era argentina hija de inmigrantes italianos radicados en Roldán, un pueblo de la provincia de Santa Fe, a 30 km (kilómetros) de Rosario. Berni nació en la calle España 288 (entre Salta y Catamarca). Una placa con bajorrelieve indica el sitio.
En 1914 ingresó como aprendiz en el taller de vitrales Buxadera y Cía, donde recibió la enseñanza de su fundador, N. Bruxadera, un artesano catalán. Estuvo poco tiempo en dicho taller ya que entre 1914 y 1915 su padre volvió a Italia, y Berni fue enviado a la casa de sus abuelos en Roldán. A pesar de que Antonio se alojó poco tiempo allí, estudió pintura en el Centro Catalá de Rosario con los maestros Eugenio Fornells y Enrique Arian.
En 1920, a los 15 años, expuso sus cuadros por primera vez en el Salón «Mari». La muestra constó de 17 óleos (paisajes suburbanos y estudio de flores). Expuso nuevamente en 1923, pero esta vez en la Galería Witcomb de Buenos Aires. Ya por ese entonces recibía los halagos de los críticos en varios artículos publicados el 4 de noviembre de 1923 en los diarios La Nación y La Prensa. Sus primeros cuadros respondieron al impresionismo y al paisajismo.

## Carrera artística
Se lo vincula al grupo de Florida, conjunto informal de escritores y artistas que se reunían en la Confitería Richmond, grupo contrapuesto al grupo de Boedo; este último publicaba en la Editorial Claridad y se reunía en el Café El Japonés.

### Viaje a Europa
En 1925, consiguió una beca otorgada por el Jockey Club de Rosario ―y gestionada por su mecenas, el traumatólogo y cirujano Lelio Zeno (1890-1968)― para estudiar en Europa y en noviembre de ese año llegó a Madrid.
En febrero de 1926, el Salón de Madrid expuso Puerta cerrada, un paisaje madrileño que llamó la atención. Más tarde pintó otros temas españoles, Toledo y el religioso (1928) y El Torero calvo (1928).
En París asistió a los cursos de los pintores franceses André Lhote y Othon Friesz, en la Academia libre de la calle Grande Chaumiere. Y aunque estudió solo unos meses allí, su influencia se dejó sentir en una serie de desnudos figurativos.
Hacia 1927, se instaló en Arcueil, a 6 km (kilómetros) al sur de París, en el valle del río Biévre. Se conocieron dos paisajes de Arcueil de 1927.
Terminada la beca, volvió por unos meses a Rosario, pero al poco tiempo retornó a París, con un subsidio del Gobierno de la provincia de Santa Fe.
A fines del invierno de 1928 hizo una exposición individual en la Galería Nancy de Madrid.
Participó de una muestra junto con Líbero Badíi, Héctor Basaldúa, Horacio Butler y Lino Enea Spilimbergo que organizó Butler y que posteriormente trajo a Buenos Aires con destino a la Asociación Amigos del Arte.
La exposición, que fue visitada por el entonces Presidente de la República, Marcelo T. de Alvear, recibió el beneplácito del público e inclusive se vendió una obra de cada expositor. Berni concurrió personalmente a la Casa de Gobierno de Argentina para cursar dicha invitación.
En 1929, presentó una muestra individual en Amigos del Arte y luego en el Museo Municipal de Bellas Artes de Rosario. Además intervino en el XVIII Salón Nacional (Buenos Aires), allí exhibió su obra Toledo o el religioso.
En 1928, conoció a Louis Aragon, poeta, novelista y ensayista francés, uno de los líderes del movimiento dadaísta y del surrealismo. Aragón lo acercó al surrealismo, además conoció a André Breton, poeta y crítico de arte.
Por otra parte, en ese año se relacionó con el joven pensador Henri Lefebvre, uno de sus mejores amigos franceses, quien lo iniciaría en la lectura de Marx. También conoció a Max Jacob, con quien aprendió la técnica del grabado.
Sin lugar a dudas, la retrospectiva de Giorgio de Chirico y el conocimiento de las obras de Magritte serían los elementos fundamentales que llevarían a Berni a ingresar al surrealismo.
Para Berni el surrealismo «es una visión nueva del arte y del mundo, la corriente que representa a toda una juventud, su estado de ánimo, su situación interna, después de terminada la Primera Guerra Mundial. Era un movimiento dinámico y realmente representativo».
Berni ayudó a Aragón en su lucha antiimperialista, en un país donde abundaban los chinos, africanos, vietnamitas. También ayudó a distribuir un periódico para las minorías asiáticas y colaboró con ilustraciones para otros diarios y revistas.
Estudió las obras surrealistas, leyó a poetas y escritores de este movimiento y también a Freud. En 1930 conoció al ensayista y poeta rumano Tristan Tzara.
Berni iniciaría su pintura surrealista sin pertenecer ni al automatismo de Miró, ni al onirismo de Dalí. Tomó la pintura de De Chirico y le dio un contenido propio. La Torre Eiffel en la Pampa, de 1930 es un ejemplo de ello. Nunca se supo si esta obra la realizó en Rosario o en París.
Por entonces, después del golpe de Estado de 1930, ya casado y con una hija decidió volver a Argentina. Al regresar, vivió durante unos meses en una chacra de la provincia de Santa Fe, para luego instalarse en Rosario y trabajar como empleado municipal.
De regreso en su ciudad natal, tomó parte activa de la vida cultural, y organizó la Mutualidad de Estudiantes y Artistas Plásticos. En 1932, en Amigos del Arte, expuso sus obras surrealistas de París y algunos óleos como Toledo o el religioso. Esta muestra fue la primera exposición de ese movimiento en América Latina y también la primera en exponer collage. Se tituló Primera exposición de Arte de Vanguardia. El público no estaba acostumbrado y la muestra resultó difícil. La crítica en pleno la rechazó.

### Vuelta al país y consagración
Tanto Europa como América, por entonces sufrían la crisis del '30 y Argentina con la revolución del 30 había comenzado la llamada «Década Infame». Rosario era un lugar muy especial en esos años ya que allí se había asentado la mafia y la prostitución que tuvo su imperio en el Barrio Pichincha. En 1932, se internó en ese universo para colaborar como fotógrafo en una nota periodística encargada a Rodolfo Puiggrós, futuro dirigente comunista.
Fuera de esta miseria humana que observó Berni, estaba la otra, la del hombre que vivía en las zonas rurales entre los chacareros. Este mundo era totalmente distinto al de París de los años 20 y de los artistas surrealistas. No pudo dejar de sentir una gran conmoción interior. De alguna manera dejó en parte el surrealismo ya que sufría la desazón y la desesperanza de la gente.
«El artista está obligado a vivir con los ojos abiertos y en ese momento (década del 30) la dictadura, la desocupación, la miseria, las huelgas, las luchas obreras, el hambre, las ollas populares, crean una tremenda realidad que rompían los ojos», diría en 1976. Así comenzó la etapa del «realismo social».
Berni era un hombre con gran sentido del humor y sentía una gran necesidad de un mundo más justo. Luchó por ello siempre, pero lo hizo con gran ternura y con un trasfondo casi épico. Se identificó y se integró a ese mundo del que nunca se desligó.
De París trajo una gran carga política, influida por su intensa vinculación con los artistas surrealistas. Ese mundo de decadencia pintado casi de fantasía ahora le era real, lo veía en su ciudad, en su país.
En 1934, comenzó a mostrar la problemática social de la década del 30 con sus obras Desocupados y Manifestación. No solo Argentina estaba en crisis. La desocupación, la pobreza, el comienzo del nazismo y fascismo, la guerra civil española, espantaron a Berni. Otros aspectos que retrató tienen que ver con la vida cotidiana, como su pintura Primeros pasos de 1936. La obra ganó el Premio del Salón Nacional de Artes Plásticas de 1940 y actualmente es parte de la colección del Museo Nacional de Bellas Artes. En 1937, presentó Club Atlético Nueva Chicago.
El retrato, una de las formas más importantes del realismo humanista, predominó en Berni, tanto en la década de 1930 como en la de 1940. Su obra Figura fue primer premio del XXX Salón Nacional (Buenos Aires, 1940) y Lily, logró el Gran Premio Adquisición XXXIII Salón Nacional (Buenos Aires, 1943). Estos premios significaban obtener el máximo galardón de aquellos años.
En la década del 30, tuvo su experiencia muralista al intervenir en la construcción de Ejercicio plástico. Ya el propio Berni había fundado el grupo «Nuevo Realismo». También pintó La mujer del sweater rojo en 1935, La muchacha del libro en 1936, Nancy en 1941, La chica del balón en 1934, La niña de la guitarra en 1938 y Figura de chico en 1941. Además hizo autorretratos, uno en 1934, otro en 1938 y el último en 1945. En Paula y Lily de 1941, pintó a su esposa y a su hija. Hacia fines de la década del 50 realizaría algunos retratos que tenían como modelo a la poetisa tucumana Ariadna Chaves, una de sus musas argentinas.
Su obra Retrato de 1946 muestra dos chicos de clase media acomodada, antítesis de sus personajes posteriores, Juanito Laguna y Ramona Montiel. En 1954 presentó Team de fútbol o Campeones de barrio. Respecto al tango, pintaría Orquesta típica en 1939, para recrearla en 1974 y 1975. Berni iniciaría sus representaciones en Argentina de lo que sería típico de la década de 1950: La siesta y La fogata de San Juan.

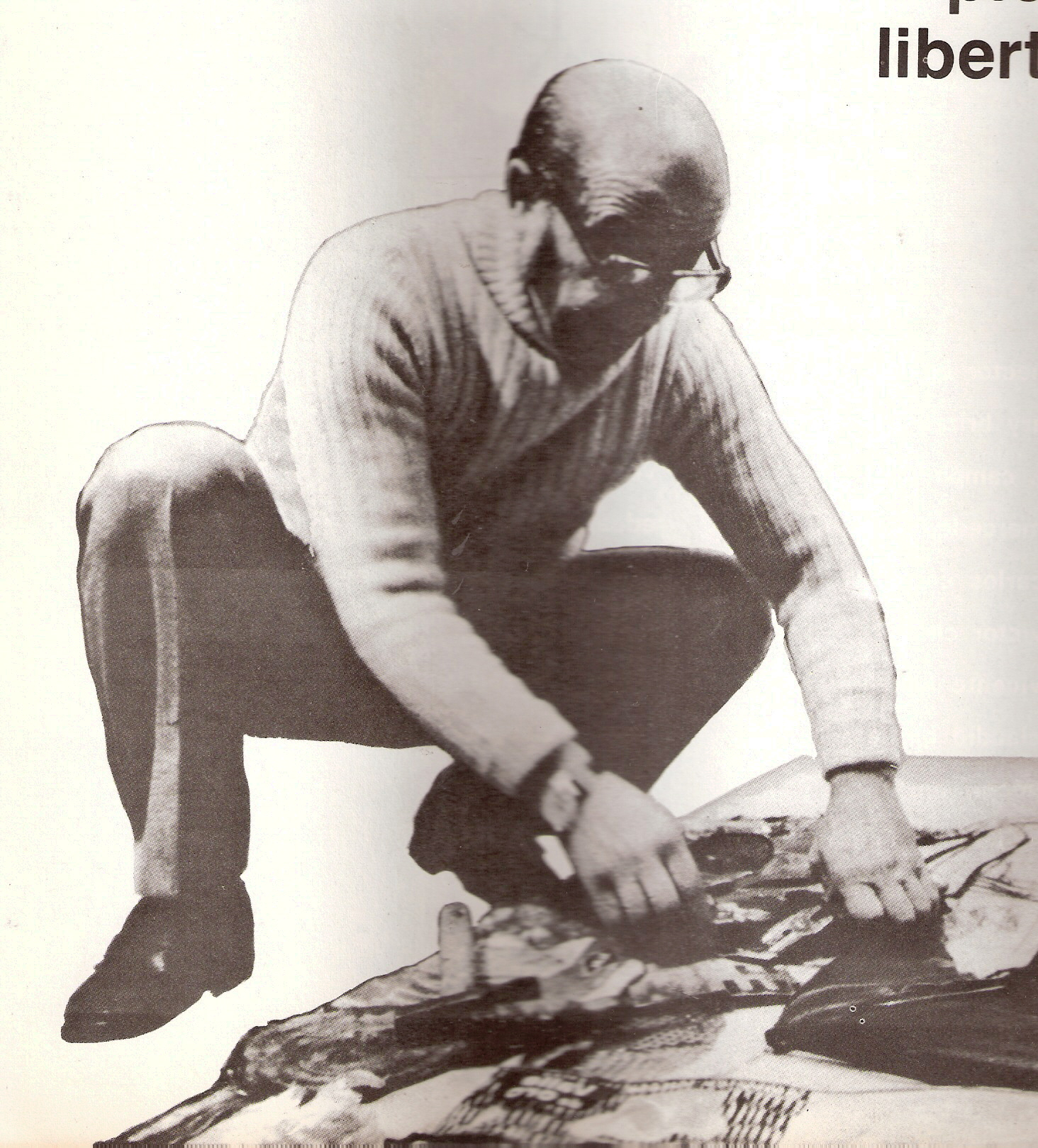
Antonio Berni.

Entre diciembre de 1941 y mayo de 1942 recorrió Bolivia, Ecuador, Perú y Colombia con la idea de realizar estudios precolombinos por pedido de la Comisión Nacional de Cultura. Su pintura Mercado indígena de 1942, la basó en fotos que tomó durante aquellos viajes.
El mundo de la década del '40 sería tan conflictivo como el del '30. Una nueva gran guerra sellaría sus días. En América, en Costa Rica se produciría una guerra civil. En Panamá se instalaba una dictadura. En Venezuela se derrocaba al presidente Rómulo Gallegos y surgiría la dictadura de Carlos Delgado Chalbaud. En Bogotá hubo una revuelta popular por el asesinato del dirigente liberal izquierdista Jorge Eliécer Gaitán. Mientras tanto, Argentina no quedaría al margen de este tipo de acontecimientos. En 1943 se produciría el golpe militar, con la destitución del presidente Ramón Castillo.
De exquisita sensibilidad, observaría y reflejaría en su pintura esa realidad. En 1944 apareció la revista Arturo, que desataría un gran cambio, ya que introdujo definitivamente el arte geométrico adelantado por Emilio Pettoruti. Berni también manifestó su dasagrado por la situación de 1945. Con un grupo de artistas decidió exponer sus pinturas en el subsuelo del edificio de la Sociedad Rural Argentina, situado en la calle Florida al 400 en la ciudad de Buenos Aires. En el catálogo explicaban que las obras estaban destinadas al XXXV Salón Nacional pero que se había decidido hacer una muestra al margen del salón en adhesión a los anhelos democráticos de los intelectuales del país.
Mientras tanto, pintaría Masacre (1948) y El obrero muerto (1949). En 1951, pintó otra Manifestación: mujeres y niños llevan un lienzo blanco en el que está dibujada la paloma de la paz, con un ramo de olivo en el pico. Ese año sería el del primer ensayo de la bomba de hidrógeno, por parte de Estados Unidos, en el océano Pacífico. Todo esto influiría en el ánimo de Berni. Por otra parte todavía estaban en él los ecos de la 2.ª Guerra Mundial.
Durante 1951, 1952 y 1953 viajó a 
a la provincia de Santiago del Estero donde realizó la serie Motivos santiagueños. En aquellos tiempos, Santiago del Estero sufría la tala indiscriminada de bosques. Ya por 1942, 20 firmas obrajeras eran dueñas de 1 500 000 ha (hectáreas). Pero la situación venía desde muchos años atrás, debido a que la madera que provenía de la provincia de Chaco servía para los durmientes de las vías del ferrocarril y como combustible vegetal. También fue de utilidad para los ferrocarriles. La depredación ecológica era evidente, pero también, la social. Los beneficios obtenidos por los empresarios no volvieron a los trabajadores. La tierra, poco a poco se agotó y también el hombre.
Esta realidad fue percibida por Antonio y, como lo hizo siempre, la expresó a través de su pintura. Así surgieron Los hacheros (1953), La marcha de los cosecheros, La comida, Escuelita rural (1956), Migración, Salida de la escuela, El mendigo, Hombre junto a un matrero y El almuerzo.
En el período 1955-1956, presentó la serie Chaco. Estas pinturas las expondría en París, Berlín, Varsovia y Bucarest. Aragón inclusive las presentó en Moscú en la Galería Creuze, en 1955.
También realizó múltiples exposiciones en el país, tanto individuales como colectivas.
Expuso con otros grandes pintores contemporáneos a este período como Pedroni, Santieri, Giovanni Bressanini, Mónaco, Luis Videla, Cerrito, Borgarello, Robirosa, Alonso, entre otros.
Por entonces pintó algunos paisajes del suburbano: Villa Piolín, La casa del sastre (1957); La iglesia, El tanque blanco, La calle, La res, Carnicería (1958), La luna y su eco (1960) y Mañana helada en el páramo desierto. También de esa época son Negro y blanco (1958), Utensilios de cocina sobre un muro celeste (1958) y El caballito (1956).
Mientras el mundo seguía la guerra de Corea en 1953, la Unión Soviética invadía  Hungría en 1954 y en Argentina era derrocado Perón, el mundo interior de Berni se componía de nuevas imágenes. A su vuelta de Santiago del Estero, comenzó a explorar hasta que en 1958 surgió su nuevo personaje, Juanito Laguna, y poco tiempo después, aparecería también Ramona Montiel. La historia de estos dos seres lo envolverían por un tiempo y con ellos trascendería mucho más. Tanto los «Juanitos» como las «Ramonas» se cotizaron en el mercado exterior a precios incalculables.
Desde su cargo como Director de Relaciones Culturales de la Cancillería (1960) durante el gobierno de Arturo Frondizi, el crítico y amigo Rafael Squirru envió los grabados del artista a la Bienal de Venecia, donde recibieron el Primer Premio. Al ser nombrado Squirru Director de Cultura de la Organización de los Estados Americanos en 1963, promovió nuevamente la obra de Berni organizando exposiciones importantes como la de 1966 en el New Jersey State Museum de Trenton.
En 1965, presentó su muestra en el Instituto Di Tella, La voracidad o la pesadilla de Ramona.

### Últimos años y muerte
En 1976 viajó a Nueva York. Allí pintó, hizo grabados, collage y presentó en la «Galería Bonino» una muestra titulada La magia de la vida cotidiana. Durante su estadía en esa ciudad, hizo 58 obras que quedaron en la galería para una muestra en Texas que nunca se realizó. En 1982, después de su muerte, llegaron a Buenos Aires. En esa época también pintó tres óleos referidos a Juanito y a Ramona, Juanito en la calle, Juanito Laguna going to the factory y El sueño de Ramona.
Preocupado por el mundo que lo rodeaba, en Nueva York quiso conocer a la gente, saber de sus costumbres, de sus posibles necesidades. Así fue como salió a la calle, observó y pintó. Allí conoció una sociedad opulenta, consumista, donde la publicidad era la mejor vendedora, donde se observaba la riqueza material y se sentía pobreza espiritual, muy distante de la de Juanito, o de la de Santiago del Estero, por lo que decidió entonces hacer un arte social con ironía. De esta época surgiría Aeropuerto, Los hippies, Calles de Nueva York, Almuerzo, Chelsea Hotel y Promesa de castidad.
En 1981, se inauguró «La casa de Antonio Berni». Una galería de arte y casa de subastas de más de 400 m² (metros cuadrados), ubicada en la calle Cangallo 332 en la ciudad de Buenos Aires (zona inusual para el arte, por ser un lugar rodeado de bancos, financieras, bolsa de comercio, bolsa de cereales, etc). Su director fue Humberto Golluscio, amigo personal de Berni. Fue la sala de arte más importante del momento, en la cual se realizó una muestra individual de los murales de Berni.

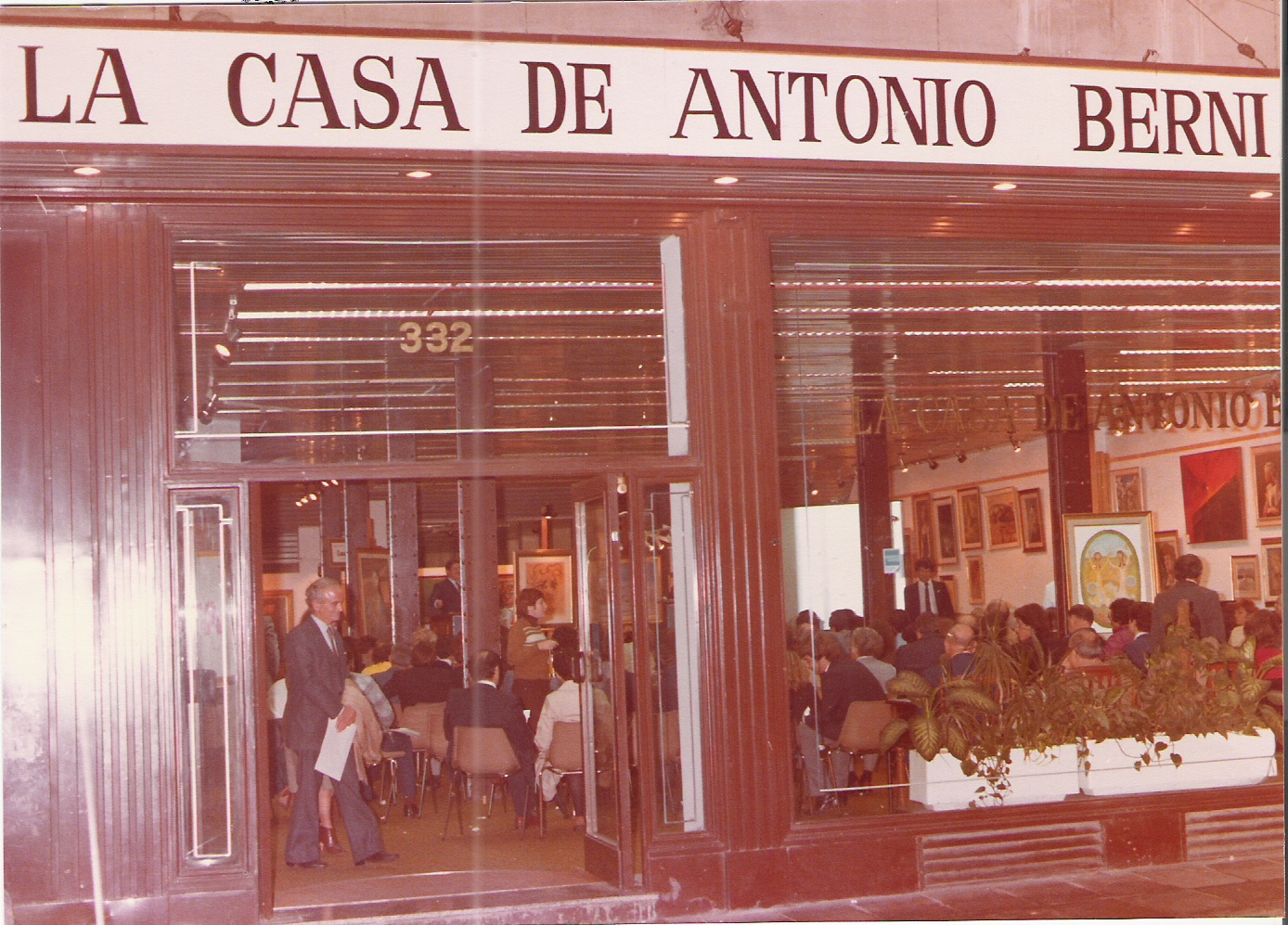
La casa de Antonio Berni, 1981.

Berni ofició de anfitrión para que en la sala se realizaran muestras de artistas jóvenes. También se le rindió homenaje a Florencio Molina Campos y fue el mismo Antonio Berni el encargado de presentar la muestra. La misma contaba con 115 obras cedidas por el museo «Florencio Molina Campos», gracias a su directora, María Elvira Ponce Aguirre de Molina Campos.
En «La casa de Antonio Berni» se llevaron a cabo muchas subastas con gran éxito, siendo la subasta benéfica para la Fundación Favaloro, la que contó con mayor cantidad de público y un éxito inusitado para la época.

Antonio Berni con Humberto Golluscio, director de «La Casa de Antonio Berni», 1981.

Entre abril y mayo de 1981, trató el tema del Apocalipsis al exhibir los murales realizados para la capilla del Instituto de San Luis Gonzaga en General Las Heras. También ese año, dio testimonio del gran tema de su vida: «el destino del hombre». Su pintura Cristo en el garage es un hombre común, que ocupa el centro del espacio. En el techo hay una claraboya por donde se ve el cielo, a la derecha una ventana abierta permite ver el paisaje de las fábricas y al otro lado se observa la motocicleta. Posiblemente, haya querido aludir las torturas y las matanzas del mundo.
Mujer desnuda en la arena:
Por otra parte, en 1981, año de su muerte, pintó una mujer desnuda en la arena, contemplando el cielo de una noche de luna. Es la mujer y la naturaleza, tal cual los creó Dios. Solo que un avión, objeto del hombre, pasa por el lugar para invadir el momento de paz y de armonía. Estos fueron sus últimos óleos, ya que el 13 de octubre de 1981, Berni dejaba este mundo.
Unos días antes de su deceso, dijo en una entrevista: «El arte es una respuesta a la vida. Ser artista es emprender una manera riesgosa de vivir, es adoptar una de las mayores formas de libertad, es no hacer concesiones. En cuanto a la pintura, es una forma de amor, de transmitir los años en arte».
Al año siguiente de su fallecimiento, la Fundación Konex le concedió, en su primera edición de los Premios Konex dedicados a las Artes Visuales, el Konex de Honor.